# Tomarowka
Tomarowka (russisch Томаровка) ist eine Siedlung städtischen Typs in der Oblast Belgorod (Russland) mit 8094 Einwohnern (Stand 14. Oktober 2010).

## Geographie
Die Siedlung liegt etwa 30 Kilometer Luftlinie nordwestlich des Oblastverwaltungszentrums Belgorod, am Oberlauf des Dnepr-Nebenflusses Worskla.
Tomarowka gehört zum Rajons Jakowlewo und ist von dessen Verwaltungszentrum Stroitel etwa 20 Kilometer in südwestlicher Richtung entfernt.

## Geschichte
Der Ort wurde 1658 gegründet. Bis zur Mitte des 19. Jahrhunderts entwickelte er sich zu einem bedeutenden lokalen Handwerks- und Handelszentrum: es wurden jährlich fünf Jahrmärkte veranstaltet; die Bevölkerungszahl überstieg die heutige.
Im Zweiten Weltkrieg war der Ort zunächst vom 25. Oktober 1941 bis zum 20. Februar 1943 von der deutschen Wehrmacht besetzt. In einem Gegenangriff konnte die Wehrmacht Tomarowka am 20. März erneut einnehmen, bis es am 5. August 1943 im Verlauf der Schlacht im Kursker Bogen, an dessen Südflanke es lag, von der Roten Armee im Zuge ihres Vorrückens über Belgorod endgültig zurückerobert werden konnte. Während dieser Monate lag der Ort in unmittelbarer Frontnähe und wurde stark zerstört.
1968 erhielt Tomarowka den Status einer Siedlung städtischen Typs.

### Bevölkerungsentwicklung
| Jahr | Einwohner |
| ---- | --------- |
| 1877 | 10.037    |
| 1897 | 8.716     |
| 1939 | 6.198     |
| 1959 | 4.974     |
| 1970 | 6.388     |
| 1979 | 6.798     |
| 1989 | 7.165     |
| 2002 | 7.816     |
| 2010 | 8.094     |

Anmerkung: ab 1897 Volkszählungsdaten

## Wirtschaft und Infrastruktur
In Tomarowka gibt es Betriebe der Lebensmittelindustrie und der Bauwirtschaft sowie eine Fabrik für Landwirtschaftsgeräte.
Durch Tomarowka führt die Eisenbahnstrecke von Belgorod nach Sumy in der Ukraine. Südöstlich wird der Ort von der Regionalstraße R 186 umgangen, die von Belgorod zur ukrainischen Grenze in Richtung Ochtyrka führt. In Tomarowka zweigt von dieser die Straße zu den Rajonverwaltungszentren Rakitnoje und Krasnaja Jaruga im Westen der Oblast ab. In nordöstlicher Richtung besteht Anschluss zum Rajonzentrum Stroitel an der föderalen Fernstraße M2, die Moskau über Belgorod mit der ukrainischen Grenze in Richtung Charkiw verbindet.